# Epiklisis pilitarsis
Epiklisis pilitarsis är en tvåvingeart som beskrevs av Becker 1925. Epiklisis pilitarsis ingår i släktet Epiklisis och familjen rovflugor.
Artens utbredningsområde är Taiwan. Inga underarter finns listade i Catalogue of Life.